# Żmijak złotoplamek
Żmijak złotoplamek (Myrichthys ocellatus) – gatunek morskiej ryby węgorzokształtnej z rodziny żmijakowatych (Ophichthyidae), bez istotnego znaczenia gospodarczego. 

## Rozmieszczenie i środowisko
Środkowo-zachodni Ocean Atlantycki, pomiędzy 25°N – 23°S: od Karoliny Północnej i Bermudów, wzdłuż wybrzeży USA, południowa Floryda i Bahamy, wzdłuż wybrzeży Ameryki Południowej po Santa Catarina w Brazylii. Prawdopodobnie również wschodni Atlantyk. 
Występuje w płytkich wodach przybrzeżnych, również w lagunach, na głębokościach do 15 m (według IUCN do 7 m) p.p.m. Szeroko rozprzestrzeniony i liczny w pobliżu wysp oraz w obszarach skalistych lub koralowych, zwłaszcza u wybrzeży Brazylii.

## Cechy morfologiczne
Ciało silnie wydłużone, cylindryczne, na końcu stożkowato ścięte, o ubarwieniu jasnobrązowym lub zielonkawobrązowym na bokach i cieniowanym do jasnozielonego na brzuchu. Boki i grzbiet pokryte rozproszonymi ciemnymi plamami, każda z jasnożółtym (złotawym) środkiem. Plamki młodych żmijaków są ciemne.
Dorosłe osobniki tego gatunku osiągają przeciętnie 30–60 cm, maksymalnie 110 cm długości całkowitej (TL).

## Biologia i ekologia
Prowadzi przydenny tryb życia. Pływa szybko i zwinnie. Spłoszony, kryje się wśród rozpadlin skalnych, koralowców lub zarośli traw morskich. Żeruje zwykle nocą, a w ciągu dnia zagrzebuje się w podłożu – może przemieszczać się pod piaskiem. Żywi się krabami, głównie z rodzin Portunidae, Xanthidae i Majidae, drobnymi rybami i bezkręgowcami. W piaszczystym dnie niszczy kryjówkę ofiary, rozpraszając podłoże szybkimi i energicznymi ruchami ogona do momentu, gdy dziura zostanie wystarczająco poszerzona, aby wsunąć w nią łeb w celu schwytania ofiary. Na podłożu skalistym żeruje często w bardzo płytkiej wodzie. W czasie żerowania żmijakowi złotoplamkowi zwykle towarzyszą ryby z wielu różnych gatunków (m.in. z rodzin Labridae, Serranidae, Epinephelidae i Monacanthidae), które korzystają z efektów jego kopania w dnie, znajdując tam pokarm dla siebie.

## Systematyka
Gatunek opisany naukowo przez Charlesa Alexandra Lesueura w 1825 pod nazwą Muraenophis ocellata.
Polską nazwę zwyczajową żmijak złotoplamek zaproponował w 1982 Stanisław Rutkowicz. 

### Etymologia
Nazwa rodzajowa: gr. μυρος muros „rodzaj węgorza morskiego”; ιχθυς ikhthus „ryba”. Epitet gatunkowy: łac. ocellatus  „oczkowany, oznaczony oczkami”, od ocellus „oczko”, zdrobnienie od oculus „oko”.

## Status i zagrożenia
Według stanu z końca 2018 roku gatunek ten figuruje w Czerwonej księdze gatunków zagrożonych Międzynarodowej Unii Ochrony Przyrody (IUCN) w kategorii najmniejszej troski (LC). Nie stwierdzono istotnych zagrożeń dla tego gatunku.

## Znaczenie gospodarcze
Żmijak złotoplamek nie jest użytkowany gospodarczo. W połowach dennych trafia się jako przyłów. Złowiony w sieci często ucieka, wwiercając się ostrym końcem ogona w tkaninę sieciową. W Brazylii jest poławiany dla potrzeb akwarystyki.